# Успенский (Удмуртия)
Успенский — починок в Завьяловском районе Удмуртской Республики Российской Федерации.

## География
Находится в 20 км к северо-востоку от центра Ижевска и в 18 км к северо-востоку от Завьялово при автодороге регионального значения «Ижевск — Воткинск».

## История
До 25 июня 2021 года входило в Италмасовское сельское поселение, упразднённое в связи с преобразованием муниципального района в муниципальный округ.

## Население
| 2010 | 2012 |
| ---- | ---- |
| 20   | ↘17  |

## Инфраструктура
Личное подсобное хозяйство, в том числе СНТ.
Основа экономики — свиноводческий комплекс.

## Транспорт
Посёлок доступен автотранспортом. Подъездная дорога от автотрассы  94 ОП РЗ 94Р-1 «Ижевск — Воткинск» к центру деревни.